# Гомельский государственный цирк
Гомельский государственный цирк (белор. Гомельскі дзяржаўны цырк) — стационарный цирк, расположенный в Гомеле, один из двух в Республике Беларусь. В 2018 году цирк дал 122 представления, которые собрали 148,4 тыс. человек.

## История
Впервые цирк в Гомеле был построен в 1890-е годы предпринимателем И. Слободовым. Он был деревянным и располагался на Конной площади (где сейчас расположен центральный рынок), здание существовало до 1917 года. Второй цирк в Гомеле был построен в 1926 году, в 1932 году здание было передано театру, а в 1941 году сгорело. В 1950-е годы работал цирк-шапито.
Нынешнее здание цирка, расположенное в центре города, построено в 1972 году по повторно использованному проекту А. Кудрявцева (Москва), Ю. Моторина, М. Шульмейстера в ЦПНИИЭП зрелищных зданий и спортивных сооружений в Москве с привязкой на местности Ш. Хинчина (Гомель). Первое представление в нём состоялось 2 декабря 1972 года. Цирк в плане прямоугольный. Над нижним этажом, объединяющим вестибюль, служебные помещения, гардероб, буфеты и др. располагается чашеобразный амфитеатр, перекрытый покатым сферическим куполом. Сзади к зданию примыкает внутренний дворик, где располагаются вольеры для животных, связанные непосредственно с манежем. В 100 м от здания цирка размещается гостиница для артистов.
Зрительный зал цирка рассчитан на 1544 места, после последней реконструкции 1504. Цирковой сезон длится с сентября по май, в течение которого сменяются пять-шесть программ.
В 1986 году в Гомельском цирке во время представления погибла Ирина Асмус, известная по роли Ириски в телепередаче АБВГДейка. В 2006 году у здания цирка был реконструирован фонтан, а перед зданием установлен памятник известному клоуну Карандашу.
В октябре 2006 г. Гомельскому госцирку было присвоено звание «Заслуженный коллектив Республики Беларусь».
В мае 2022 года прошёл I Международный фестиваль-конкурс любительского циркового искусства.
В декабре 2022 года открыта историко-демонстрационная комната "Музей цирка".

## Фонтан у цирка
- Фонтан на площадке слева от цирка после реконструкции в 2005—2006 годах был открыт 9 мая 2006 года. Каждый день с мая по сентябрь гомельчане и гости города могут любоваться разнообразными струящимися фигурами, которые в вечернее время дополняются впечатляющей динамической подсветкой.
- Подсветка включается: май, сентябрь — с 20:00; июнь, июль, август — с 21:00.
- Длительность цикла — 15 мин.

## Награды
- Специальная премия Президента Республики Беларусь деятелям культуры и искусства (31 декабря 2016 года) — за значительный вклад в развитие и популяризацию циркового искусства, укрепление международного культурного сотрудничества[3].

## Галерея
- Логотип цирка
- Гомельский цирк
- Фонтан у цирка в вечернее время
- Цирк-шапито в 1920 гг.
- Гомельский цирк на почтовой марке Республики Беларусь